# Argument der Willensfreiheit
Als Argument der Willensfreiheit (lateinisch argumentum ad liberum arbitrium, englisch argument from free will) bezeichnet man ein rhetorisches Argument, bei dem auf den freien Willen rekurriert wird. Das Konzept der Willensfreiheit wird von der modernen Neurophysiologie, insbesondere auch aufgrund des Libet-Experiments, teilweise abgelehnt.
Die Frage, ob es einen freien Willen gibt, wird bis heute diskutiert und ist nicht abschließend geklärt.

## Einwände gegen die Willensfreiheit
Gegen die Willensfreiheit gibt es im Wesentlichen zwei Einwände:
- Der Determinismus-Einwand besagt, dass wenn vollständiger Determinismus der Fall sei, auch keine Willensfreiheit bestehe.
- Der Zufalls-Einwand besagt, dass wenn kein Determinismus bestehe, sondern stochastische Prozesse vorherrschten, keine Willensfreiheit bestehe, da die Entscheidung zufällig erfolge.

Als Beleg zur Willensfreiheit wird oftmals mit quantenphysikalischen Effekten argumentiert. Allerdings handelt es sich hierbei lediglich um einen Scheinbeweis, da neben stochastischen Interpretationen der Quantenphysik mit der De-Broglie-Bohm-Theorie auch eine deterministische Interpretationen der Quantenphysik existiert. Aus quantenphysikalischer Sicht sind die beiden Einwände also zueinander äquivalent.
Zudem kann das menschliche Gehirn als klassisches System betrachtet werden. Zwar existieren Hypothesen, dass es sich beim Gehirn um ein Quantensystem handelt; diese sind jedoch unbewiesen oder widerlegt.
Weitere Argumente der Willensfreiheit ergeben sich aus religiösen oder liberalen moralischen Überzeugungen sowie der Kontrollillusion, um das Konzept der Eigenverantwortung aufrechtzuerhalten. Diese Vorstellungen sind jedoch aufgrund einer fehlenden physikalischen Basis unbelegt.

## Auswirkung im Strafrecht
Argumente der Willensfreiheit kommen, trotz fehlender wissenschaftlicher Grundlage, insbesondere in der Rechtsprechung vor.
Hirnforscher plädieren daher für die Ersetzung der entsprechenden Rechtsprechung durch ein wissenschaftlich fundiertes Strafrecht, welches nicht auf Schuld und Strafe basiert, sondern auf Gefährlichkeit und Prävention.